# Sena Kobayakawa
Sena Kobayakawa (小早川 瀬那?, Kobayakawa Sena) è il protagonista del manga e anime Eyeshield 21 creato da Riichirō Inagaki e disegnato da Yūsuke Murata.

## Biografia del personaggio
A causa della sua bassa statura e del debole aspetto esteriore, Sena è stato maltrattato durante le elementari, facendosi sempre difendere dalla sua amica d'infanzia, Mamori Anezaki. Nonostante questo, appena entrato al liceo, viene intercettato e costretto a giocare a football, sotto mentite spoglie, da Yoichi Hiruma, capitano dei Deimon Devil Bats, che lo aveva visto correre mentre scappava dai fratelli Eheh, compiendo il record di velocità (40 yard in 4,2 secondi). Durante le partite è quindi è costretto a indossare un casco con una visiera verde, per nascondere la sua identità alle altre squadre. Hiruma scelse per lui lo pseudonimo di Eyeshield 21, un asso del football giapponese che sfondò in America, giocando nella scuola di Notredame, patria del football americano. Ufficialmente, Sena è solo il segretario della squadra, e non un giocatore.
Anche se leggermente pauroso, è un ragazzo gentile e anche cavalleresco. Ha usato la sua incredibile velocità per salvare Mamori da Agon e, anche se non ha funzionato, ha dimostrato determinazione. In un altro episodio, quando Agon prese in giro Hiruma e Kurita per il loro sogno di andare al Christmas Bowl, Sena si infuriò, e lo attaccò con l'intento di fargli del male.
Il numero 21, che contrassegna Eyeshield, ripercorre tutta la serie. La maglia di Sena è il numero 21, il suo numero d'esame, in principio, era lo 021 ed è anche nato in un miscuglio di 1 e 2, ovvero il 21 dicembre, ovvero il dodicesimo mese.
Oltre la velocità ha una capacità di tiro discreta, anche se non eccelle nella ricezione; inoltre ha notevoli riflessi che gli permettono di schivare ed evitare gli avversari, ma a causa della sua stazza e della sua debolezza è molto facile da bloccare una volta intercettato. Riesce a guadagnarsi il titolo di Eyeshield 21 nella battaglia finale contro Yamato.